# Залізничний транспорт в Об'єднаних Арабських Еміратах
Залізничний транспорт в Об'єднаних Арабських Еміратах знаходиться на початку свого розвитку. Залізниця має ширину колії 1435 мм (стандартна ширина).
Etihad Rail це національна залізнична компанія, яка знаходиться у державній власності .

## Магістральна лінія
Магістральна залізнична мережа Об'єднаних Арабських Еміратів належить та управляється компанією Etihad Rail .
Планується, що Etihad Rail буде з'єднано з мережами сусідніх арабських держав і країн Перської затоки через приєднання до проекту залізниця Перської затоки .

## Міський транспорт
- Дубайське метро
- Монорейка Пальма Джумейра в Дубаї
- Дубайський трамвай
- Дубайський тролейбус

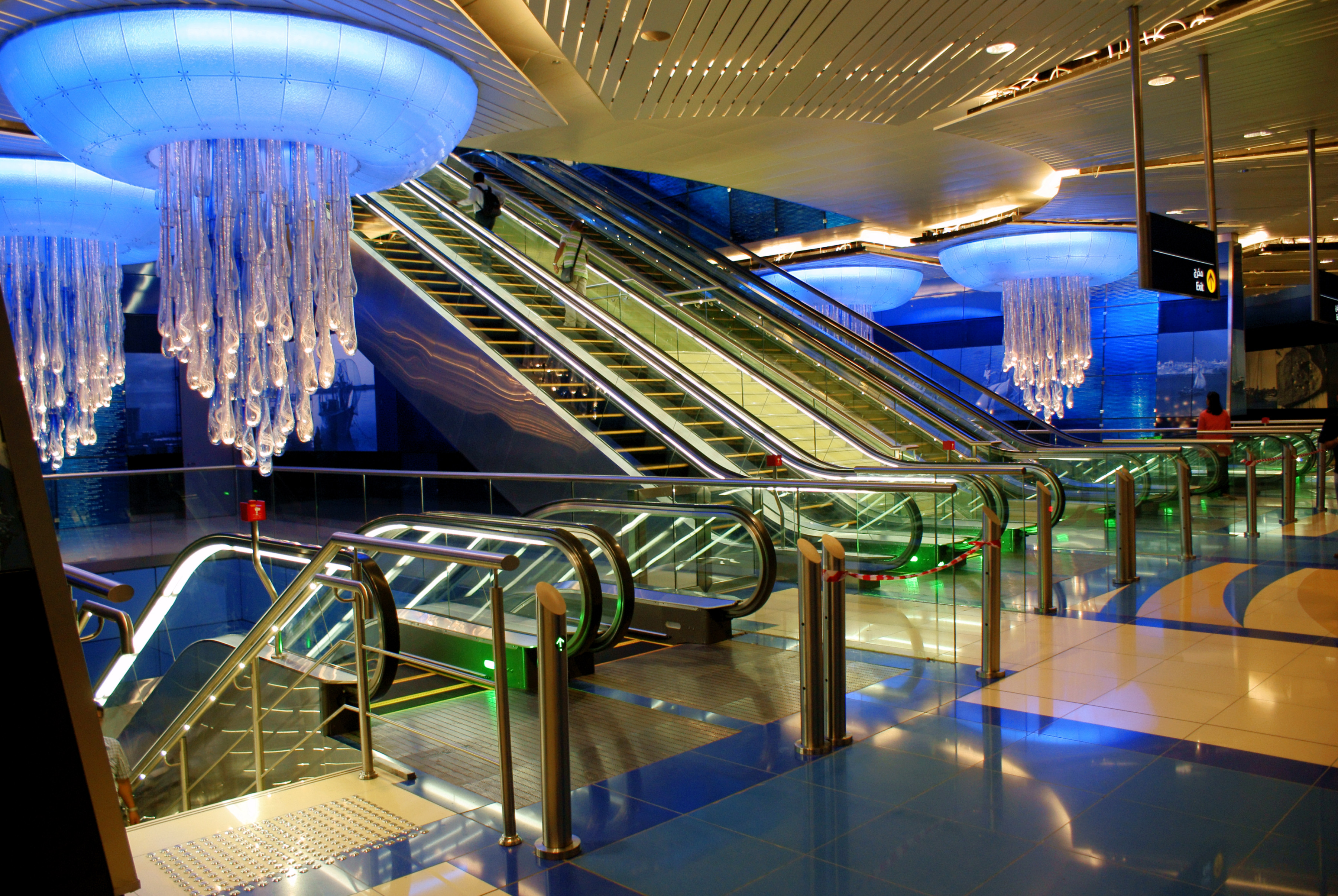
Дубайське метро в день відкриття 10 вересня 2009 року

- Автоматизований перевізник людей міжнародного аеропорту Дубая

### Будується або пропонується
- Метро Абу-Дабі
- Трамвай Абу-Дабі
- Метро Шарджа
- Трамвай Шарджа
- Трамвай Аджман